# Lounès Bendahmane
Lounès Bendahme (Baghlia, 3 aprile 1977) è un ex calciatore algerino, centrocampista.

## Carriera

### Club
Ha vinto il campionato algerino due volte, nel 2004 e nel 2006, con il JS Kabylie Tizi-Ouzou.

### Nazionale
Con la Nazionale algerina ha preso parte alla Coppa d'Africa 2002.